# Mifano
Mifano is een amateurvoetbalclub uit het dorp Mierlo, gelegen in de Nederlandse provincie Noord-Brabant. De clubkleuren van Mifano zijn rood-wit. Mifano staat voor Mierlo Faal Nooit.
De club is opgericht op 23 juni 1929 en telt op dit moment 9 seniorenteams, 1 damesteam, 2 veteranenteam, 7 juniorenteams en 20 pupillenteams. Het eerste elftal komt uit in de Vierde klasse zondag (2024/25).
Anno 2024 telt de vereniging zo'n 650 leden en 130 vrijwilligers.
Mifano heeft vier all-time topscoorder’s in zijn gelederen met meer dan 100 doelpunten: Ruben Aarts, Toon van der Linden, Koen van de Bogaard en Maurice van Hoof.

## Competitieresultaten 1953–2022
| 12 4A |

|  |

|  |

|  |

|  |

|  |

|  |

|  |

|  |

|  |

| 6 4C |

| 1 4C |

| 6 3A |

| 9 3A |

| 6 3A |

| 9 3A |

| 12 3A |

| 8 4C |

| 10 4C |

| 3 4C |

| 11 4C |

| 11 4C |

| 10 4C |

| 5 4C |

| 8 4C |

| 10 4C |

| 11 4C |

| 9 4C |

| 5 4C |

| 9 4C |

| 12 4C |

|  |

|  |

|  |

|  |

|  |

|  |

|  |

|  |

|  |

|  |

|  |

|  |

|  |

| 2 5H |

| 1 5H |

| 3 4H |

| 4 4H |

| 3 4I |

| 8 4G |

| 6 4E |

| 10 4E |

| 9 4F |

| 12 4F |

| 1 5E |

| 5 4F |

| 5 4F |

| 2 4F |

| 1 4E |

| 11 3C |

| 7 4E |

| 11 4E |

| 6 5E |

| 6 4F |

| 9 4G |

| 5 4F |

| 5* 4F |

| 11* 4F |

| 3 4F |

| 5 4F |

2010: de beslissingswedstrijd op 13 mei om het klassekampioenschap in 4F werd met 0-3 verloren van ZSV.
* Tijdens het seizoen 2019/2020 brak de coronacrisis uit in Nederland, als gevolg hier van werd de competitie vroegtijdig stilgelegd. Tijdens het seizoen 2020/21 zijn er maar 2 wedstrijden gespeeld, als gevolg van de crisis. Het seizoen 2021/2022 werd afgesloten met een 5e plaats. Het seizoen 2022/2023 met een 7e plaats.
| Derde klasse | Vierde klasse | Vijfde klasse |

## Bekende (oud-)spelers
- Jay Idzes
- Stef Wijlaars
- Ilja van Leerdam